# Marc-Édouard Vlasic
Marc-Édouard Vlasic (Montréal, 30 marzo 1987) è un ex hockeista su ghiaccio canadese.

## Palmarès

### Olimpiadi invernali
- 1 medaglia:
  - 1 oro (Sochi 2014)

### Mondiali
- 2 medaglie:
  - 2 argenti (Svizzera 2009; Germania/Francia 2017)